# 데이미언 크로스

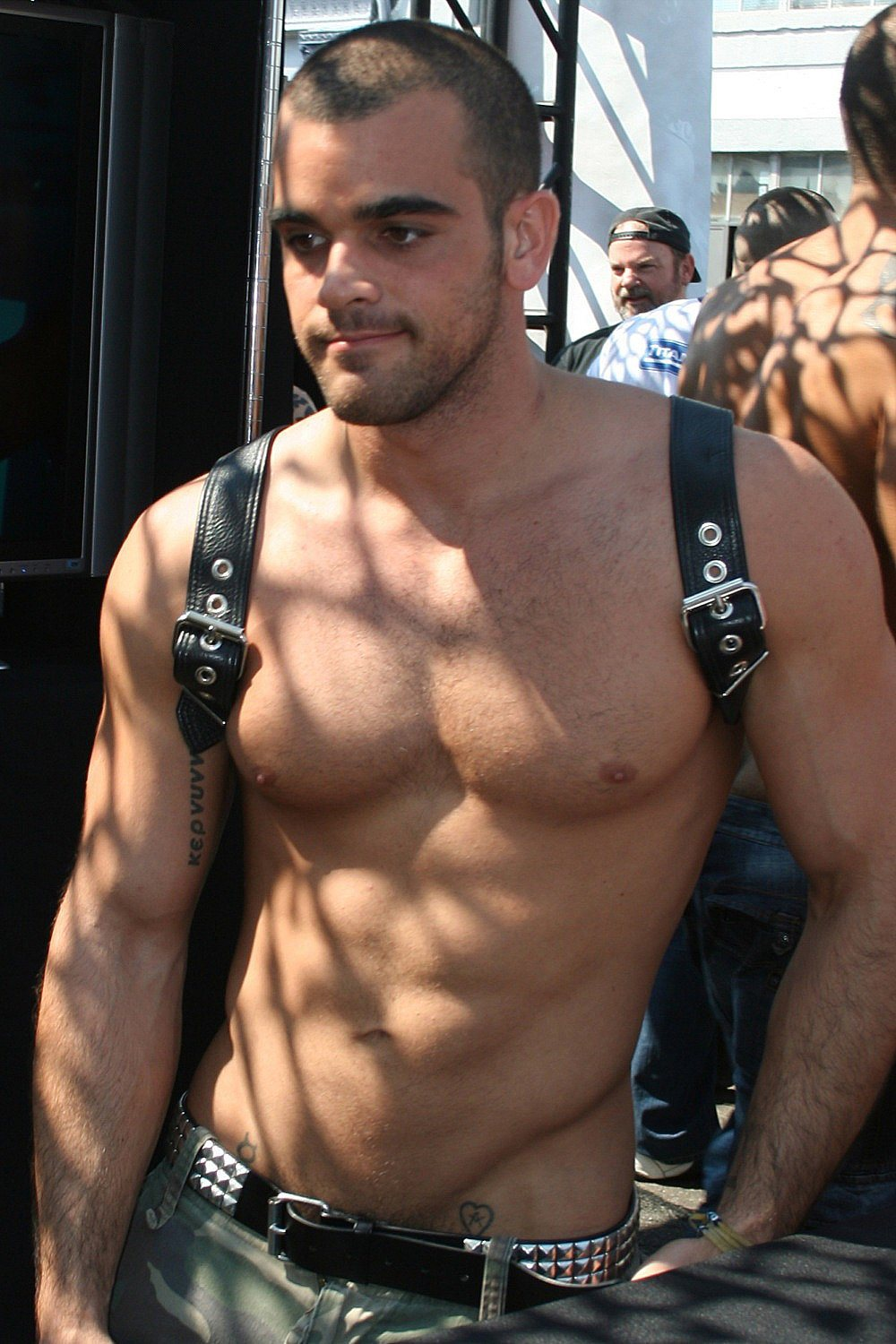
데이미언 크로스

데이미언 크로스(Damien Crosse, 1982년 2월 11일 ~ )는 미국의 게이 포르노의 배우이다.